# Turborotalitidae
Turborotalitidae es una familia de foraminíferos planctónicos de la Superfamilia Globigerinoidea, del Suborden Globigerinina y del Orden Globigerinida.  Su rango cronoestratigráfico abarca desde el Luteciense (Eoceno medio) hasta la Actualidad.

## Discusión
Clasificaciones previas incluían los taxones de Turborotalitidae en la Familia Globigerinidae.

## Clasificación
Turborotalitidae incluye a los siguientes géneros:
- Subfamilia Turborotalitinae
  - Berggrenia
  - Turborotalita